# Bambusa rugata
Bambusa rugata är en gräsart som först beskrevs av Wan Tao Lin, och fick sitt nu gällande namn av Dieter Ohrnberger. Bambusa rugata ingår i släktet Bambusa och familjen gräs. Inga underarter finns listade i Catalogue of Life.